# Clicked Singles Best 13
Clicked Singles Best 13 é um álbum de compilação da banda japonesa L'Arc~en~Ciel, lançado em 14 de março de 2001. Alcançou a primeira posição na Oricon Albums Chart.
Foi relançado em Blu-ray em 14 de setembro de 2009. Esta versão alcançou a 72° posição na Oricon.

## Faixas
Todas as letras escritas por Hyde. 
| N.º            | Título           | Música         | Duração |  |
| 1.             | "Blurry Eyes"    | Tetsu          | 4:20    |  |
| 2.             | "Flower"         | Hyde           | 4:58    |  |
| 3.             | "Lies and Truth" | Ken            | 5:52    |  |
| 4.             | "Niji" (虹)      | Ken            | 5:07    |  |
| 5.             | "Winter Fall"    | Ken            | 4:53    |  |
| 6.             | "Dive to Blue"   | Tetsu          | 5:33    |  |
| 7.             | "Honey"          | Hyde           | 3:48    |  |
| 8.             | "Heaven's Drive" | Hyde           | 4:15    |  |
| 9.             | "Pieces"         | Tetsu          | 5:45    |  |
| 10.            | "Driver's High"  | Tetsu          | 4:10    |  |
| 11.            | "Neo Universe"   | Ken            | 4:08    |  |
| 12.            | "Stay Away"      | Tetsu          | 3:59    |  |
| 13.            | "Anemone"        | Hyde           | 5:43    |  |
| Duração total: | Duração total:   | Duração total: | 62:31   |  |

## Desempenho nas paradas
| Parada (2001)       | Melhor posição |
| ------------------- | -------------- |
| Oricon Albums Chart | #1             |

## Ficha técnica
- Hyde – vocais
- Ken – guitarra
- Tetsu – baixo
- Sakura, Yukihiro – bateria